# Gordan Barić
Gordan Barić (Kusnezk, 11 agosto 1994) è un calciatore croato, difensore dell'Inker Zaprešić.

## Carriera

### Club
Il 27 luglio 2015 viene acquistato a titolo definitivo dalla squadra croata dello Slaven Belupo.